# Emma (Hot Chocolate)
Emma, ook wel Emmaline of Emmeline genoemd, is een lied geschreven door Errol Brown en Tony Wilson, in 1974 uitgebracht door de Britse band Hot Chocolate.
Het lied is meerdere malen gecoverd.

## Inhoud
Het lied gaat over een vrouw genaamd Emma, de echtgenote van de (niet met naam genoemde) zanger, die haar al kent vanaf haar 5e jaar en met haar trouwde toen ze 17 waren. Emma had de ambitie om filmster te worden, maar slaagde daar niet in. Ze werd depressief en pleegde uiteindelijk zelfmoord. Haar echtgenoot vindt haar dood op haar bed, en op de vloer naast het bed ligt een afscheidsbrief waarin Emma aangeeft dat ze niet kan leven van dromen alleen.

## NPO Radio 2 Top 2000
| Nummer met noteringen in de NPO Radio 2 Top 2000 | '99 | '00 | '01  | '02  | '03 | '04 | '05  | '06  | '07  | '08 | '09  | '10  | '11  | '12  | '13  | '14  | '15  | '16  | '17  |
| ------------------------------------------------ | --- | --- | ---- | ---- | --- | --- | ---- | ---- | ---- | --- | ---- | ---- | ---- | ---- | ---- | ---- | ---- | ---- | ---- |
| Emma                                             | 863 | 811 | 1078 | 1003 | 581 | 872 | 1055 | 1120 | 1175 | 965 | 1264 | 1203 | 1630 | 1978 | 1669 | 1531 | 1590 | 1465 | 1969 |

1. ↑  Een vetgedrukt getal geeft de hoogste notering aan.
2. ↑  Deze tabel is bijgewerkt tot en met de laatste editie (2024).